# Olympische Jugend-Sommerspiele 2014/Teilnehmer (Äthiopien)
| Gelbes Symbol für Goldmedaillen mit stilisierten Olympischen Ringen | Graues Symbol für Silbermedaillen mit stilisierten Olympischen Ringen | Braundes Symbol für Bronzemedaillen mit stilisierten Olympischen Ringen |
| ------------------------------------------------------------------- | --------------------------------------------------------------------- | ----------------------------------------------------------------------- |
| 3                                                                   | 3                                                                     | 2                                                                       |

Die Jugend-Olympiamannschaft aus Äthiopien für die II. Olympischen Jugend-Sommerspiele vom 16. bis 28. August 2014 in Nanjing (Volksrepublik China) bestand aus 14 Athleten.

## Athleten nach Sportarten

### Leichtathletik
| Mädchen - Hawi Alemu Negeri 800 m: Silber 8 × 100 m Mixed: 53. Platz - Kokeb Tesfaye 1500 m: Gold 8 × 100 m Mixed: 27. Platz - Berhan Demiesa Asgedom 3000 m: Bronze 8 × 100 m Mixed: 25. Platz - Zewdinesh Mamo Teklemaream 2000 m Hindernis: Silber 8 × 100 m Mixed: 63. Platz - Beza Birhanu Zegeye 50 km Gehen: 14. Platz - Nyebolo Uguda Aga Dreisprung: 13. Platz 8 × 100 m Mixed: 52. Platz | Jungen - Gemechu Alemu Lama 400 m: 6. Platz 8 × 100 m Mixed: 7. Platz - Bacha Morka Mulata 800 m: Bronze 8 × 100 m Mixed: 5. Platz - Mulugeta Asefa Uma 1500 m: Silber 8 × 100 m Mixed: 24. Platz - Yomif Kejelcha 3000 m: Gold 8 × 100 m Mixed: 51. Platz - Henok Masresha Amare 110 m Hürden: 16. Platz 8 × 100 m Mixed: 39. Platz - Wogene Sebisibe Sidamo 2000 m Hindernis: Gold 8 × 100 m Mixed: Bronze - Gemechu Amanuel Birtu 10 k Gehen: 11. Platz 8 × 100 m Mixed: 61. Platz - Ubang Ubang Abola Speerwurf: 11. Platz 8 × 100 m Mixed: 17. Platz |